# Allah-Kauis Neneck
Allah-Kauis Neneck – czadyjski pisarz i badacz naukowy w CRASH (Centrum Badań Antropologii i Nauk Humanistycznych).
W 2017 jury Nagrody Literackiej Josepha Brahima Seida przyznało mu I nagrodę za powieść „Aliki”. 
Książka została napisana pod hasłem pokojowej koegzystencji, jednego z tematów przewodnich konkursu. Organizatorem i pomysłodawcą nagrody jest Stowarzyszenie Rozwoju Kultury (ADEC).
.

## Badania naukowe
- Tłumaczenie alternatywnych metod zarządzania: międzynarodowe i krajowe inicjatywy grup społeczeństwa obywatelskiego na rzecz zarządzania ropą naftową w Czadzie[1]

### Publikacje
Inicjatywa na rzecz przejrzystości w przemyśle wydobywczym (EITI) w południowym Czadzie. Brak możliwości zarządzania zasobami. Cahiers tchadiens: Archéologie, Anthropologie, Sociologie, n° 1, 2017.

## Twórczość literacka

### Powieści
- Aliki (2017)